# Ramstein-Miesenbach
Ramstein-Miesenbach is een Duitse stad en gemeente die ontstaan is door de samensmelting van de steden en de samenvoeging van de gemeenten Ramstein en Miesenbach (1969). Het ligt in het Rijnland-Palts in de omgeving van Kaiserslautern.
De stad telt 7.981 inwoners. Stadsrechten werden in 1991 verkregen.
De stad is vooral bekend door de vliegbasis Ramstein en heeft indirect zijn naam gegeven aan de band Rammstein.